# Lista de deputados federais do Brasil da 53.ª legislatura
Esta é a lista de deputados federais do Brasil da 53.ª legislatura do Congresso Nacional. Inclui-se o nome civil dos parlamentares, o partido ao qual eram filiados na data da posse e a quantidade de votos que receberam para sua eleição, sua unidade federativa de origem, bem como outras informações. Esta legislatura da Câmara dos Deputados durou de 1.º de fevereiro de 2007 a 31 de janeiro de 2011.

PSOL: 3 cadeiras
PCdoB: 13 cadeiras
PT: 83 cadeiras
PDT: 24 cadeiras
PSB: 27 cadeiras
PPS: 21 cadeiras
PMN: 3 cadeiras
PV: 13 cadeiras
PHS: 2 cadeiras
PTdoB: 1 cadeira
PRONA: 2 cadeiras
PMDB: 89 cadeiras
PSDB: 65 cadeiras
PTB: 22 cadeiras
DEM: 65 cadeiras
PL: 6 cadeiras
PRB: 1 cadeira
PSC: 9 cadeiras
PTC: 4 cadeiras
PP: 42 cadeiras

Considere a possibilidade de os deputados listados estarem no exercício do mandato na qualidade de "suplentes", por licença do titular. Alguns deputados também podem estar atualmente filiados a outro partido diferente do indicado.

## Composição das bancadas
| Partido | Líder                              | Bancada  | Posição      |
| ------- | ---------------------------------- | -------- | ------------ |
| PMDB    | Henrique Eduardo Alves (RN)        | 89 / 513 | Governo      |
| PT      | Luiz Sergio de Oliveira (RJ)       | 83 / 513 | Governo      |
| PSDB    | Antonio Carlos Pannunzio (SP)      | 65 / 513 | Oposição     |
| DEM     | Antônio Carlos Magalhães Neto (BA) | 65 / 513 | Oposição     |
| PP      | Mário Negromonte (BA)              | 42 / 513 | Governo      |
| PSB     | Márcio França (SP)                 | 27 / 513 | Governo      |
| PDT     | Vieira da Cunha (RS)               | 24 / 513 | Governo      |
| PR      | Luciano Castro (RR)                | 23 / 513 | Governo      |
| PTB     | Jovair Arantes (GO)                | 22 / 513 | Governo      |
| PPS     | Fernando Coruja (SC)               | 21 / 513 | Oposição     |
| PV      | Sarney Filho (MA)                  | 13 / 513 | Governo      |
| PCdoB   | Renildo Calheiros (PE)             | 13 / 513 | Governo      |
| PSC     | Hugo Leal (RJ)                     | 9 / 513  | Oposição     |
| PTC     | Carlos Willian de Sousa (MG)       | 4 / 513  | Independente |
| PSOL    | Luciana Genro (RS)                 | 3 / 513  | Independente |
| PMN     | Fábio Faria (RN)                   | 3 / 513  | Governo      |
| PRONA   | Enéas Carneiro (SP)                | 2 / 513  | Oposição     |
| PHS     | Miguel Martini (MG)                | 2 / 513  | Independente |
| PTdoB   | Vinicius Carvalho (SP)             | 1 / 513  | Governo      |
| PAN     | Silas Câmara (AM)                  | 1 / 513  | Governo      |
| PRB     | Léo Vivas (RJ)                     | 1 / 513  | Governo      |

## Mesa diretora
| Imagem | Cargo                 | Nome                                                    | Partido | Estado             |
| ------ | --------------------- | ------------------------------------------------------- | ------- | ------------------ |
|        | Presidente PE         | Severino Cavalcanti (Severino José Cavalcanti Ferreira) | PP      | Pernambuco         |
|        | 1° Vice-Presidente AL | José Thomaz Nonô (José Thomaz da Silva Nonô Netto)      | DEM     | Alagoas            |
|        | 2° Vice-Presidente PI | Ciro Nogueira (Ciro Nogueira Lima Filho)                | PP      | Piauí              |
|        | 1° Secretário PE      | Inocêncio Oliveira (Inocêncio Gomes de Oliveira)        | PR      | Pernambuco         |
|        | 2° Secretário RO      | Nilton Capixaba (Nilton Balbino)                        | PTB     | Rondônia           |
|        | 3° Secretário TO      | Eduardo Gomes (Carlos Eduardo Torres Gomes)             | PSDB    | Tocantins          |
|        | 4° Secretário         | Alexandre Costa (Alexandre Alves Costa)                 | ARENA   | Maranhão           |
|        | 1° Suplente AL        | Givaldo Carimbão (Givaldo de Sá Gouveia Carimbão)       | PSB     | Alagoas            |
|        | 2° Suplente SE        | Jorge Alberto Prado (Jorge Alberto Teles Prado)         | PMDB    | Sergipe            |
|        | 3° Suplente MS        | Geraldo Resende (Geraldo Resende Pereira)               | PPS     | Mato Grosso do Sul |
|        | 4° Suplente MG        | Mário Heringer (Mário Lúcio Heringer)                   | PDT     | Minas Gerais       |

## Relação
| Os Deputados desta legislatura | Partido                | Votação |
| Acre | Acre                   | Acre    |
| --- | ---------------------- | ------- |
| Fernando Melo da Costa | PT                     |         |
| Flaviano Melo | PMDB                   |         |
| Gladson de Lima Cameli | PP                     |         |
| Henrique Afonso Soares Lima | PV (eleito pelo PT)    |         |
| Ilderlei Sousa Rodrigues Cordeiro                                                                                                 | PPS                    |         |
| Nilson Moura Leite Mourão | PT                     |         |
| Maria Perpétua Almeida | PCdoB                  |         |
| Sérgio de Oliveira Cunha | PMN                    |         |
| Alagoas |                        |         |
| Benedito de Lira | PP                     |         |
| Carlos Alberto Moreira de Mendonça Canuto                                                                                         | PSC (eleito pelo PMDB) |         |
| Antônio Carlos Chamariz | PTB                    |         |
| José Francisco Cerqueira Tenório                                                                                                  | PMN                    |         |
| Augusto Cesar Cavalcante Farias                                                                                                   | PTB                    |         |
| Givaldo de Sá Gouveia Carimbão | PSB                    |         |
| Joaquim Beltrão Siqueira | PMDB                   |         |
| Maurício Quintella Malta Lessa | PR                     |         |
| Olavo Calheiros Filho | PMDB                   |         |
| Amapá |                        |         |
| Dalva Figueiredo | PT                     |         |
| David Samuel Alcolumbre Tobelem                                                                                                   | DEM                    |         |
| Evandro Costa Milhomen | PCdoB                  |         |
| Fátima Pelaes | PMDB                   |         |
| Janete Capiberibe | PSB                    |         |
| Jurandil dos Santos Juarez | PMDB                   |         |
| Maria Lucenira Ferreira Oliveira Pimentel                                                                                         | PR (eleita pelo PPS)   |         |
| Sebastião Ferreira da Rocha | PDT                    |         |
| Amazonas |                        |         |
| Atila Lins | PMDB                   |         |
| Carlos Alberto Cavalcante de Sousa                                                                                                | PRB (eleito pelo PP)   |         |
| Marcelo Serafim | PSB                    |         |
| Francisco Ednaldo Praciano | PT                     |         |
| Rebecca Martins Garcia | PP                     |         |
| Raimundo Sabino Castelo Branco Maués                                                                                              | PTB                    |         |
| Silas Câmara | PSC (eleito pelo PAN)  |         |
| Vanessa Grazziotin | PCdoB                  |         |
| Bahia |                        |         |
| Alice Portugal | PCdoB                  |         |
| Antônio Carlos Peixoto de Magalhães Neto                                                                                          | DEM                    |         |
| Claudio Cajado | DEM                    |         |
| Colbert Martins da Silva Filho | PMDB                   |         |
| Daniel Almeida | PCdoB                  |         |
| Edson Gonçalves Duarte | PV                     |         |
| Fábio Loureiro Souto | DEM                    |         |
| Felix de Almeida Mendonça | DEM                    |         |
| Luís Fernando de Fabinho Araújo Lima                                                                                              | DEM                    |         |
| Ronivaldo Rony Brasil | PSDB                   |         |
| Geddel Vieira Lima | PMDB                   |         |
| Guilherme Menezes de Andrade | PT                     |         |
| João Almeida dos Santos | PSDB                   |         |
| Bacelar | PR                     |         |
| João Felipe de Sousa Leão | PP                     |         |
| Jorge Khoury Hedaye | DEM                    |         |
| José Carlos Aleluia Costa | DEM                    |         |
| José Carlos Leão de Araújo | PR                     |         |
| José Alves Rocha | DEM                    |         |
| Joseph Wallace Faria Bandeira (suplente de Luiz Alberto Silva dos Santos, licenciado)                                             | PT                     |         |
| Jusmari Terezinha de Sousa Oliveira                                                                                               | PR (eleita pelo DEM)   |         |
| Jutahy Júnior | PSDB                   |         |
| Lídice da Mata | PSB                    |         |
| Luís Carlos Bassuma | PT                     |         |
| Luís Antônio Vasconcelos Carreira                                                                                                 | DEM                    |         |
| Marcelo de Oliveira Guimarães Filho                                                                                               | DEM                    |         |
| Marcos Antônio Medrado | PDT                    |         |
| Mário Silvio Mendes Negromonte | PP                     |         |
| Maurício Gonçalves Trindade | PR                     |         |
| Nelson Vicente Portela Pellegrino                                                                                                 | PT                     |         |
| Paulo Sergio Paranhos de Magalhaes                                                                                                | DEM                    |         |
| Roberto Pereira de Britto | PP                     |         |
| Sérgio Barradas Carneiro | PT                     |         |
| Sergio Luis Lacerda Brito | PMDB (eleito pelo PDT) |         |
| Severiano Alves de Sousa | PDT                    |         |
| Antônia Magalhães da Cruz | DEM                    |         |
| Uldurico Alves Pinto (suplente de Geraldo Simões, licenciado)                                                                     | PMN                    |         |
| Raymundo Veloso Silva | PMDB                   |         |
| Walter Pinheiro | PT                     |         |
| José Eduardo Vieira Ribeiro | PT                     |         |
| Ceará |                        |         |
| Aníbal Ferreira Gomes | PMDB                   |         |
| Francisco Ariosto Holanda | PSB                    |         |
| José Arnon Cruz Bezerra de Menezes                                                                                                | PTB                    |         |
| Francisco Lopes da Silva | PCdoB                  |         |
| Antônio Eudes Xavier | PT                     |         |
| Ciro Ferreira Gomes | PSB                    |         |
| Eugênio Rabelo | PP                     |         |
| Eunício Lopes de Oliveira | PMDB                   |         |
| Flávio Bezerra da Silva | PMDB                   |         |
| Maria Gorete Pereira | PR                     |         |
| José Airton Félix Cirilo da Silva                                                                                                 | PT                     |         |
| José Nobre Guimarães | PT                     |         |
| José Linhares Ponte | PP                     |         |
| José Barroso Pimentel | PT                     |         |
| Leonardo Rosario de Alcântara | PSDB                   |         |
| Manoel Salviano Sobrinho | PSDB                   |         |
| Antônio Marcelo Teixeira Sousa | PSDB                   |         |
| Carlos Mauro Cabral Benevides | PMDB                   |         |
| Paulo Henrique Ellery Lustosa da Costa                                                                                            | PMDB                   |         |
| Raimundo Gomes de Matos | PSDB                   |         |
| Vicente Ferreira de Arruda Coelho                                                                                                 | PSDB                   |         |
| José Gerardo Oliveira de Arruda Filho                                                                                             | PMDB                   |         |
| Distrito Federal |                        |         |
| Osório Adriano Filho (2º suplente de João Alberto Fraga Silva, licenciado)                                                        | DEM                    |         |
| Augusto Silveira de Carvalho | PPS                    |         |
| Jofran Frejat | PR                     |         |
| Laerte Bessa | PMDB                   |         |
| Geraldo Magela | PT                     |         |
| Robson Lemos Rodovalho | DEM                    |         |
| Rodrigo Rollemberg | PSB                    |         |
| Tadeu Filippelli | PMDB                   |         |
| Espírito Santo |                        |         |
| Camilo Cola | PMDB                   |         |
| Iriny Lopes | PT                     |         |
| Jurandyr Loureiro Barroso | PAN                    |         |
| Welington Coimbra | PMDB                   |         |
| Luís Paulo Veloso Lucas | PSDB                   |         |
| Carlos Humberto Mannato | PDT                    |         |
| Lucínio Castelo de Assunção | PSB                    |         |
| Rita Camata | PSDB                   |         |
| Rosilda de Freitas | PMDB                   |         |
| Sueli Rangel Silva Vidigal | PDT                    |         |
| Goiás |                        |         |
| Carlos Alberto Leréia da Silva | PSDB                   |         |
| Iris de Araujo Rezende Machado | PMDB                   |         |
| João Campos de Araújo | PSDB                   |         |
| Jovair de Oliveira Arantes | PTB                    |         |
| Leandro Vilela Veloso | PMDB                   |         |
| Leonardo Moura Vilela | PSDB                   |         |
| Luís José Bittencourt | PMDB                   |         |
| Marcelo de Araújo Melo | PMDB                   |         |
| Pedro Pinheiro Chaves | PMDB                   |         |
| Pedro Wilson Guimarães | PT                     |         |
| Raquel Figueiredo Alessandri Teixeira                                                                                             | PSDB                   |         |
| Francisco Gomes de Abreu (suplente de Roberto Balestra, licenciado)                                                               | PP                     |         |
| Ronaldo Caiado | DEM                    |         |
| Rubens Otoni Gomide | PT                     |         |
| João Sandes Júnior | PP                     |         |
| Sandro Antônio Mabel Scodro | PR                     |         |
| José Fuscaldi Cesilio | PTB                    |         |
| Maranhão |                        |         |
| Carlos Brandão | PSDB                   |         |
| Cléber Verde | PAN (mudou para o PRB) |         |
| Clóvis Fecury | DEM                    |         |
| Davi Silva Júnior | PR (eleito pelo PDT)   |         |
| Domingos Dutra | PT                     |         |
| Flávio Dino | PCdoB                  |         |
| Gastão Vieira | PMDB                   |         |
| Julião Amin | PDT                    |         |
| Nice Lobão | DEM                    |         |
| Pedro Fernandes Ribeiro | PTB                    |         |
| Pedro Novais | PMDB                   |         |
| Pinto Itamaraty | PSDB                   |         |
| Sétimo Waquim | PMDB                   |         |
| Ribamar Alves | PSB                    |         |
| Roberto Rocha | PSDB                   |         |
| Sarney Filho | PV                     |         |
| Sebastião Madeira | PSDB                   |         |
| Waldir Maranhão | PP                     |         |
| Mato Grosso |                        |         |
| Carlos Augusto Abicalil | PT                     |         |
| Victorio Galli Filho (suplente de Carlos Gomes Bezerra, licenciado)                                                               | PMDB                   |         |
| Eliene José de Lima | PP                     |         |
| Homero Alves Pereira | PR                     |         |
| Pedro Henry Neto | PP                     |         |
| Thelma Pimentel Figueiredo de Oliveira                                                                                            | PSDB                   |         |
| Valtenir Luís Pereira | PSB                    |         |
| Wellington Antônio Fagundes | PR                     |         |
| Mato Grosso do Sul |                        |         |
| Antônio Carlos Biffi | PT                     |         |
| Antonio Ferreira da Cruz Filho | PP                     |         |
| Dagoberto Nogueira Filho | PDT                    |         |
| Geraldo Resende Pereira | PMDB (eleito pelo PPS) |         |
| Marçal Gonçalves Leite Filho | PMDB                   |         |
| Nelson Trad | PMDB                   |         |
| Vander Luís dos Santos Loubet | PT                     |         |
| Waldemir Moka Miranda de Britto                                                                                                   | PMDB                   |         |
| Minas Gerais |                        |         |
| Ademir Camilo Prates Rodrigues | PDT                    |         |
| Aelton José de Freitas | PR                     |         |
| Alexandre Silveira de Oliveira | PPS                    |         |
| Antônio Eustáquio Andrade Ferreira                                                                                                | PMDB                   |         |
| Antônio Roberto Soares | PV                     |         |
| Aracely de Paula | PR                     |         |
| Olavo Bilac Pinto Neto | PR                     |         |
| Bonifácio José Tamm de Andrada | PSDB                   |         |
| Carlos Carmo Andrade Melles | DEM                    |         |
| Carlos Willian de Sousa | PTC                    |         |
| Ciro Francisco Pedrosa | PV                     |         |
| Edmar Batista Moreira | PR                     |         |
| Eduardo Luís Barros Barbosa | PSDB                   |         |
| Elismar Fernandes Prado | PT                     |         |
| Fábio Augusto Ramalho dos Santos                                                                                                  | PV                     |         |
| Fernando Alberto Diniz | PMDB                   |         |
| George Hilton dos Santos Cecilio                                                                                                  | PP                     |         |
| Geraldo Thadeu Pedreira dos Santos                                                                                                | PPS                    |         |
| Marcel Carvalho Santos | PT do B                |         |
| Gilmar Alves Machado | PT                     |         |
| Humberto Guimarães Souto | PPS                    |         |
| Jaime Martins Filho | PR                     |         |
| Jairo Ataide Vieira (suplente de Custódio Anônio de Mattos, licenciado)                                                           | DEM                    |         |
| Maria do Socorro Jô Moraes Vieira                                                                                                 | PCdoB                  |         |
| João Bittar Júnior | DEM                    |         |
| João Lúcio Magalhães Bifano | PMDB                   |         |
| José Santana de Vasconcelos Moreira                                                                                               | PR                     |         |
| Júlio Delgado | PSB                    |         |
| Silas Brasileiro | PMDB                   |         |
| Lael Vieira Varella | DEM                    |         |
| Jose Leonardo Costa Monteiro | PT                     |         |
| Leonardo Lemos Barros Quintão | PMDB                   |         |
| Lincoln Diniz Portela | PR                     |         |
| Luís Fernando Ramos Faria | PP                     |         |
| Marcio Reinaldo Dias Moreira | PP                     |         |
| Marcos Guimarães de Cerqueira Lima                                                                                                | PMDB                   |         |
| Marcos Montes Cordeiro | DEM                    |         |
| Maria Lúcia Cardoso | PMDB                   |         |
| Mario de Oliveira | PSC                    |         |
| Mário Lúcio Heringer | PDT                    |         |
| Mauro Ribeiro Lopes | PMDB                   |         |
| Miguel Correa da Silva Júnior | PT                     |         |
| José Miguel Martini | PHS                    |         |
| Narcio Rodrigues da Silveira | PSDB                   |         |
| Odair José da Cunha | PT                     |         |
| Paulo Abi-Ackel | PSDB                   |         |
| Paulo Piau Nogueira | PPS                    |         |
| José Rafael Guerra Pinto Coelho                                                                                                   | PSDB                   |         |
| Reginaldo Lázaro de Oliveira Lopes                                                                                                | PT                     |         |
| Rodrigo Batista de Castro | PSDB                   |         |
| José Saraiva Felipe | PMDB                   |         |
| Virgílio Guimarães de Paula | PT                     |         |
| Vitor Penido de Barros | DEM                    |         |
| José Fernando Aparecido de Oliveira                                                                                               | PV                     |         |
| Pará |                        |         |
| Asdrubal Mendes Bentes | PMDB                   |         |
| Ana Isabel Mesquita de Oliveira                                                                                                   | PMDB                   |         |
| José Roberto Oliveira Faro | PT                     |         |
| Elcione Therezinha Zahluth Barbalho                                                                                               | PMDB                   |         |
| Gerson dos Santos Peres | PP                     |         |
| Giovanni Correa Queirós | PDT                    |         |
| Jader Fontenelle Barbalho | PMDB                   |         |
| Joaquim de Lira Maia | DEM                    |         |
| Lúcio Dutra Vale | PR                     |         |
| Nilson Pinto de Oliveira | PSDB                   |         |
| Paulo Roberto Galvão da Rocha | PT                     |         |
| Victor Pires Franco Neto | DEM                    |         |
| Wandenkolk Pasteur Gonçalves | PSDB                   |         |
| Wladimir Afonso da Costa Rabelo                                                                                                   | PMDB                   |         |
| José Geraldo Torres da Silva | PT                     |         |
| Zenaldo Rodrigues Coutinho Junior                                                                                                 | PSDB                   |         |
| José da Cruz Marinho | PMDB                   |         |
| Paraíba |                        |         |
| Armando Abílio Vieira | PTB (eleito pelo PSDB) |         |
| Damião Feliciano da Silva | PDT (eleito pelo PR)   |         |
| Efraim de Araújo Morais Filho | DEM                    |         |
| Luiz Albuquerque Couto | PT                     |         |
| Manoel Alves da Silva Junior | PMDB (eleito pelo PSB) |         |
| Marcondes Iran Benevides Gadelha                                                                                                  | PSC (eleito pelo PSB)  |         |
| Rômulo José de Gouveia | PSDB                   |         |
| Fábio Rodrigues de Oliveira (suplente de Walter Brito Neto, cassado)                                                              | DEM                    |         |
| Vital do Rêgo Filho | PMDB                   |         |
| José Wellington Roberto | PR                     |         |
| Wilson Leite Braga | PMDB                   |         |
| José Wilson Santiago | PMDB                   |         |
| Paraná |                        |         |
| Abelardo Luís Lupion Mello | DEM                    |         |
| Affonso Alves de Camargo Neto | PSDB                   |         |
| Airton Bernardo Roveda (suplente de Cássio Taniguchi, licenciado)                                                                 | PPS                    |         |
| Alceni Angelo Guerra | DEM                    |         |
| Alex Canziani Silveira | PTB                    |         |
| Jacob Alfredo Stoffels Kaefer | PSDB                   |         |
| André Luís Vargas Ilário | PT                     |         |
| Angelo Carlos Vanhoni | PT                     |         |
| Assis Miguel do Couto | PT                     |         |
| Wilson Picler | PDT                    |         |
| Cezar Augusto Carollo Silvestri                                                                                                   | PPS                    |         |
| Francisco Octavio Beckert | PR                     |         |
| Dilceu João Sperafico | PP                     |         |
| Florisvaldo Fier (Dr. Rosinha) | PT                     |         |
| Eduardo Francisco Sciarra | DEM                    |         |
| Fernando Lucio Giacobo | PR                     |         |
| Gustavo Bonato Fruet | PSDB                   |         |
| Hermes Parcianello | PMDB                   |         |
| Luís Carlos Jorge Hauly | PSDB                   |         |
| Luiz Carlos Setim | DEM                    |         |
| Max Rosenmann | PMDB                   |         |
| Moacir Micheletto | PMDB                   |         |
| Nelson Meurer | PP                     |         |
| Odílio Balbinotti | PMDB                   |         |
| Osmar José Serraglio | PMDB                   |         |
| Carlos Roberto Massa Junior | PSC                    |         |
| Marcelo Beltrão de Almeida (suplente de Reinhold Stephanes, licenciado)                                                           | PMDB                   |         |
| Ricardo José Magalhães Barros | PP                     |         |
| Rodrigo Santos da Rocha Loures | PMDB                   |         |
| Hidekazu Takayama | PSC (eleito pelo PAN)  |         |
| Pernambuco |                        |         |
| Ana Arraes | PSB                    |         |
| André de Paula | DEM                    |         |
| Armando Monteiro | PTB                    |         |
| Bruno Araújo | PSDB                   |         |
| Bruno Campelo Rodrigues de Sousa                                                                                                  | PSDB                   |         |
| Carlos Eduardo Cadoca | PSC (eleito pelo PMDB) |         |
| Charles Lucena | PTB                    |         |
| Edgar Moury Fernandes Sobrinho | PMDB                   |         |
| Eduardo Henrique da Fonte de Albuquerque Silva                                                                                    | PP                     |         |
| Fernando Coelho Filho | PSB                    |         |
| Fernando Dantas Ferro | PT                     |         |
| Gonzaga Patriota | PSB                    |         |
| Inocêncio Oliveira | PR                     |         |
| Sílvio Serafim Costa | PMN                    |         |
| José Mendonça Bezerra | DEM                    |         |
| José Severiano Chaves | PTB                    |         |
| Marcos Antônio Ramos da Hora | PRB (eleito pelo PSC)  |         |
| Maurício Rands Coelho Barros | PT                     |         |
| Paulo Rubem Santiago Ferreira | PDT (eleito pelo PT)   |         |
| Pedro Eugênio de Castro Toledo Cabral                                                                                             | PT                     |         |
| Raul Jean Louis Henry Júnior | PMDB                   |         |
| Raul Jungmann | PPS                    |         |
| Renildo Calheiros | PCdoB                  |         |
| Roberto Magalhães Melo | DEM                    |         |
| Wolney Queirós Maciel | PDT                    |         |
| Piauí |                        |         |
| Alberto Tavares Silva | PMDB                   |         |
| Benedito de Carvalho Sá (suplente de Antônio José Castelo Branco Medeiros, licenciado)                                            | PSB                    |         |
| Átila Lira | PSDB                   |         |
| Ciro Nogueira | PP                     |         |
| Júlio César de Carvalho Lima | DEM                    |         |
| Marcelo Costa e Castro | PMDB                   |         |
| José de Andrade Maia Filho | DEM                    |         |
| José Nazareno Cardeal Fonteles | PT                     |         |
| Osmar Ribeiro de Almeida Júnior                                                                                                   | PCdoB                  |         |
| José Francisco Paes Landim | PTB                    |         |
| Rio de Janeiro |                        |         |
| Alexandre José dos Santos | PMDB                   |         |
| Andreia Almeida Zito dos Santos                                                                                                   | PSDB                   |         |
| Arnaldo França Vianna | PDT                    |         |
| Ayrton Xerez (suplente de Arolde de Oliveira, licenciado)                                                                         | DEM                    |         |
| Bernardo Ramos Ariston | PMDB                   |         |
| Brizola Neto | PDT                    |         |
| Carlos Augusto Alves Santana | PT                     |         |
| Francisco Rodrigues de Alencar Filho                                                                                              | PSOL                   |         |
| Francisco José D'Angelo Pinto | PT                     |         |
| Maria Aparecida Diogo Braga | PT                     |         |
| Wanderley Alves de Oliveira | PSC                    |         |
| Adilson Soares | PR                     |         |
| Edmilson José Valentim dos Santos                                                                                                 | PCdoB                  |         |
| Edson Ezequiel de Matos | PMDB                   |         |
| Antônio Carlos Biscaia (suplente de Edson Santos de Sousa, licenciado)                                                            | PT                     |         |
| Eduardo Cunha | PMDB                   |         |
| Eduardo Benedito Lopes (suplente de Alexandre Cardoso, licenciado)                                                                | PSB                    |         |
| Felipe Leone Bornier de Oliveira                                                                                                  | PHS                    |         |
| Fernando Paulo Nagle Gabeira | PV                     |         |
| Fernando Lopes de Almeida | PMDB                   |         |
| Filipe de Almeida Pereira | PSC                    |         |
| Geraldo Roberto Siqueira de Sousa                                                                                                 | PMDB                   |         |
| Hugo Leal Melo da Silva | PSC                    |         |
| Antônio Pedro de Siqueira Indio da Costa                                                                                          | DEM                    |         |
| Jair Bolsonaro | PP                     |         |
| Glauber Bragasuplente de Jorge Ricardo Bittar licenciado                                                                          | PSB                    |         |
| Leandro José Mendes Sampaio Fernandes                                                                                             | PPS                    |         |
| Iliobaldo Vivas da Silva | PRB                    |         |
| Leonardo Carneiro Monteiro Picciani                                                                                               | PMDB                   |         |
| Luís Sergio Nobrega de Oliveira                                                                                                   | PT                     |         |
| Marcelo Zaturansky Nogueira Itagiba                                                                                               | PMDB                   |         |
| Marina Terra Maggessi de Sousa | PPS                    |         |
| Miro Teixeira | PDT                    |         |
| Neilton Mulim da Costa | PR                     |         |
| Nelson Roberto Bornier de Oliveira                                                                                                | PMDB                   |         |
| Otavio Santos Silva Leite | PSDB                   |         |
| Manuel Ferreira | PTB                    |         |
| Rodrigo Maia | DEM                    |         |
| Rogério Martins Lisboa | DEM                    |         |
| Paulo César da Guia Almeida (suplente de Sandro Matos Pereira, licenciado)                                                        | PR (eleito pelo PTB)   |         |
| Silvio Lopes Teixeira | PSDB                   |         |
| Simão Sessim | PP                     |         |
| Solange Pereira de Almeida | PMDB                   |         |
| Solange Amaral | DEM                    |         |
| Suely Santana da Silva | PR                     |         |
| Vinicius Rapozo de Carvalho | PTdoB                  |         |
| Rio Grande do Norte |                        |         |
| Fábio Salustino Mesquita de Faria                                                                                                 | PMN                    |         |
| Fátima Bezerra | PT                     |         |
| Felipe Maia | DEM                    |         |
| Henrique Eduardo Alves | PMDB                   |         |
| João da Silva Maia | PR                     |         |
| Carlos Alberto Sousa Rosado (Betinho Rosado)                                                                                      | DEM                    |         |
| Rogério Simonetti Marinho | PSDB                   |         |
| Sandra Maria da Escóssia Rosado                                                                                                   | PSB                    |         |
| Rio Grande do Sul |                        |         |
| Emília Teresinha Xavier Fernandes                                                                                                 | PT                     |         |
| José Alfonso Ebert Hamm | PP                     |         |
| Luís Roberto de Albuquerque | PSB                    |         |
| Claudio Castanheira Diaz | PSDB                   |         |
| Darcisio Paulo Perondi | PMDB                   |         |
| Eliseu Lemos Padilha | PMDB                   |         |
| Germano Mostardeiro Bonow | DEM                    |         |
| Henrique Fontana Junior | PT                     |         |
| Ibsen Valls Pinheiro | PMDB                   |         |
| José Otávio Germano | PP                     |         |
| Matteo Rota Chiarelli (segundo suplente de Nelson Proença, licenciado, tornou-se primeiro suplente com a morte de Júlio Redecker) | DEM                    |         |
| Luciana Genro | PSOL                   |         |
| Luis Carlos Heinze | PP                     |         |
| Luís Carlos Ghiorzzi Busato | PTB                    |         |
| Manuela d'Ávila | PCdoB                  |         |
| Marco Aurélio Spall Maia | PT                     |         |
| Maria do Rosário | PT                     |         |
| Jorge Alberto Portanova Mendes Ribeiro Filho                                                                                      | PMDB                   |         |
| Onyx Lorenzoni | DEM                    |         |
| Cézar Augusto Schirmer (suplente de Osmar Gasparini Terra, licenciado)                                                            | PMDB                   |         |
| Paulo Pimenta | PT                     |         |
| Paulo Roberto Manoel Pereira | PTB                    |         |
| Gilberto José Spier Vargas | PT                     |         |
| Pompeo de Mattos | PDT                    |         |
| Ruy Pauletti | PSDB                   |         |
| Renato Delmar Molling | PP                     |         |
| Sérgio Ivan Moraes | PTB                    |         |
| Tarcisio João Zimermmann | PT                     |         |
| Carlos Eduardo Vieira da Cunha | PDT                    |         |
| Vilson Luís Covatti | PP                     |         |
| Rondônia |                        |         |
| Anselmo de Jesus Abreu | PT                     |         |
| Eduardo Valverde Araújo Alves | PT                     |         |
| Ernandes Santos Amorim | PTB                    |         |
| Lindomar Barbosa Alves | PV                     |         |
| Marinha Raupp | PMDB                   |         |
| Mauro Nazif Rasul | PSB                    |         |
| Rubens Moreira Mendes Filho | PPS                    |         |
| Natan Donadon | PMDB                   |         |
| Roraima |                        |         |
| Angela Maria Gomes Portela | PTC                    |         |
| Édio Vieira Lopes | PMDB                   |         |
| Francisco de Assis Rodrigues | DEM                    |         |
| Luciano de Sousa Castro | PR                     |         |
| Márcio Henrique Junqueira Pereira                                                                                                 | DEM                    |         |
| Maria Helena Veronese Rodrigues                                                                                                   | PSB                    |         |
| Neudo Ribeiro Campos | PP                     |         |
| Urzeni da Rocha Freitas Filho | PSDB                   |         |
| Santa Catarina |                        |         |
| Angela Regina Heinzen Amin Helou                                                                                                  | PP                     |         |
| Carlito Merss | PT                     |         |
| Celso Maldaner | PMDB                   |         |
| Décio Nery de Lima | PT                     |         |
| Djalma Vando Berger | PSDB                   |         |
| Edson Bez de Oliveira | PMDB                   |         |
| Fernando Coruja | PPS                    |         |
| Gervásio Silva | PSDB (eleito pelo DEM) |         |
| João Batista Matos | PMDB                   |         |
| João Pizzolatti | PP                     |         |
| José Carlos Vieira (suplente de Mauro Mariani, licenciado)                                                                        | DEM                    |         |
| Nelson Goetten de Lima | PR                     |         |
| Paulo Bornhausen | DEM                    |         |
| Valdir Colatto | PMDB                   |         |
| Cláudio Antônio Vignatti | PT                     |         |
| Odacir Zonta | PP                     |         |
| São Paulo |                        |         |
| José Abelardo Guimarães Camarinha                                                                                                 | PSB                    |         |
| Aldo Rebelo | PCdoB                  | 169.621 |
| Aline Corrêa | PP                     |         |
| Antonio Bulhões | PMDB                   |         |
| Antônio Carlos de Mendes Thame | PSDB                   |         |
| Antonio Carlos Pannunzio | PSDB                   |         |
| Antonio Palocci Filho | PT                     | 152.246 |
| Arlindo Chinaglia Júnior | PT                     | 170.008 |
| Arnaldo Faria de Sá | PTB                    |         |
| Arnaldo Calil Pereira Jardim | PPS                    |         |
| Arnaldo de Abreu Madeira | PSDB                   |         |
| Paulo Roberto Gomes Mansur | PP                     |         |
| Carlos Henrique Focesi Sampaio | PSDB                   |         |
| Carlos Alberto Rolim Zarattini | PT                     | 134.224 |
| Celso Russomanno | PP                     | 573.524 |
| Cláudio Magrão de Camargo (suplente de Dimas Eduardo Ramalho, licenciado)                                                         | PPS                    |         |
| Jairo Paes de Lira (suplente de Clodovil Hernandes, falecido)                                                                     | PTC                    |         |
| Devanir Ribeiro | PT                     |         |
| Sergio Antônio Nechar | PV                     |         |
| Talmir Rodrigues | PV                     |         |
| Marco Aurélio Ubiali | PSB                    |         |
| Antônio Duarte Nogueira Júnior | PSDB                   |         |
| Edson Aparecido dos Santos | PSDB                   | 248.639 |
| Emanuel Fernandes | PSDB                   |         |
| Luciana Castro de Almeida | PR                     |         |
| Fernando Barrancos Chucre | PSDB                   |         |
| Francisco Rossi | PMDB                   |         |
| Francineto Luz de Aguiar | PTB                    | 144.797 |
| Guilherme Campos | DEM                    |         |
| Ivan Valente | PSOL                   | 83.719  |
| Janete Rocha Pietá | PT                     |         |
| Jilmar Tatto | PT                     | 145.081 |
| João Eduardo Dado Leite de Carvalho                                                                                               | PDT                    |         |
| Fernando Chiarelli | PDT                    |         |
| João Paulo Cunha | PT                     |         |
| Jorge Tadeu Mudalen | DEM                    |         |
| Jorge de Faria Maluly (suplente de Wálter Meyer Feldman, licenciado)                                                              | DEM                    |         |
| José Aníbal Peres de Pontes | PSDB                   |         |
| José Eduardo Martins Cardozo | PT                     |         |
| José Genoíno Neto | PT                     | 98.729  |
| José Mentor Guilherme de Melo Neto                                                                                                | PT                     |         |
| José Paulo Toffano | PV                     |         |
| Júlio Francisco Semeghini Neto | PSDB                   |         |
| Antonio Adolpho Lobbe Neto | PSDB                   |         |
| Luiza Erundina | PSB                    | 195.886 |
| Francisco Marcelo Ortiz Filho | PV                     |         |
| Márcio Luís França Gomes | PSB                    | 215.388 |
| Michel Temer | PMDB                   | 99.046  |
| Milton Antônio Casquel Monti | PR                     |         |
| Nelson Marquezelli | PTB                    |         |
| Paulinho da Força | PDT                    | 287.443 |
| Paulo Maluf | PP                     | 739.827 |
| Paulo Renato Costa Sousa | PSDB                   |         |
| Luís Paulo Teixeira Ferreira | PT                     | 112.452 |
| Régis Fernandes de Oliveira | PSC                    |         |
| Reinaldo Nogueira Lopes Cruz | PDT                    |         |
| Renato Fauvel Amary | PSDB                   |         |
| Ricardo José Ribeiro Berzoini | PT                     |         |
| Jefferson Alves de Campos | PTB                    |         |
| José Ricardo Alvarenga Tripoli | PSDB                   |         |
| Roberto Santiago | PV                     |         |
| Sílvio Roberto Cavalcanti Peccioli                                                                                                | DEM                    |         |
| Sílvio França Torres | PSDB                   |         |
| Cândido Elpídio de Sousa Vaccarezza                                                                                               | PT                     |         |
| Etivaldo Vadão Gomes | PP                     |         |
| Valdemar da Costa Neto | PR                     | 104.157 |
| Vanderlei Macris | PSDB                   | 142.510 |
| Vicente Paulo da Silva | PT                     | 97.477  |
| Walter Shindi Ihoshi | DEM                    | 101.097 |
| William Boss Woo | PSDB                   | 113.010 |
| Sergipe |                        |         |
| Albano do Prado Pimentel Franco                                                                                                   | PSDB                   |         |
| Eduardo Amorim | PSC                    |         |
| José Iran Barbosa Filho | PT                     |         |
| Jackson Barreto de Lima | PMDB (eleito pelo PTB) |         |
| Jerônimo de Oliveira Reis | DEM                    |         |
| José Carlos Machado | DEM                    |         |
| José de Araújo Mendonça Sobrinho                                                                                                  | DEM                    |         |
| Valadares Filho | PSB                    |         |
| Tocantins |                        |         |
| Carlos Eduardo Torres Gomes | PSDB                   |         |
| João Oliveira de Sousa | DEM                    |         |
| Laurez da Rocha Moreira | PSB                    |         |
| Lázaro Botelho Martins | PP                     |         |
| Moisés Nogueira Avelino | PMDB                   |         |
| Nilmar Gavino Ruiz | DEM                    |         |
| Osvaldo de Sousa Reis | PMDB                   |         |
| Vicente Alves de Oliveira | PR                     |         |

## Licenças
Os seguintes deputados se afastaram do cargo por licença:
| Unidade da Federação | Nome                                 | Partido | Data de licenciamento                  | motivo                       | Substituto                   |
| -------------------- | ------------------------------------ | ------- | -------------------------------------- | ---------------------------- | ---------------------------- |
| Bahia                | Geddel Vieira Lima                   | PMDB    | 16 de março de 2007 a 30 de março 2010 | assumiu ministério           | Edigar Evangelista dos Anjos |
| Bahia                | Geraldo Simões                       | PT      | 5 de fevereiro de 2007                 |                              |                              |
| Bahia                | Luiz Alberto Silva dos Santos        | PT      | 6 de fevereiro de 2007                 |                              |                              |
| Distrito Federal     | João Alberto Fraga Silva             | DEM     | 1 de março de 2007                     |                              |                              |
| Goiás                | Roberto Balestra                     | PP      | 14 de setembro de 2007                 |                              |                              |
| Mato Grosso          | Carlos Bezerra                       | PMDB    | 28 de setembro de 2007                 |                              |                              |
| Minas Gerais         | Custódio Matos                       | PSDB    | 9 de agosto de 2007                    |                              |                              |
| Paraná               | Reinhold Stephanes                   | PMDB    | 23 de março de 2007                    |                              |                              |
| Pernambuco           | José Múcio Monteiro Filho            | PTB     | 26 de novembro de 2007                 |                              |                              |
| Piauí                | Antônio José Castelo Branco Medeiros | PT      | 1 de agosto de 2007                    |                              |                              |
| Rio de Janeiro       | Alexandre Cardoso                    | PSB     | 5 de fevereiro de 2007                 | assumiu secretaria estadual  |                              |
| Rio de Janeiro       | Arolde de Oliveira                   | DEM     | 13 de fevereiro de 2007                |                              |                              |
| Paraná               | Cássio Taniguchi                     | DEM     | 31 de agosto de 2007                   |                              |                              |
| Rio Grande do Sul    | Nelson Luiz Proença Fernandes        | PPS     | 5 de fevereiro de 2007                 |                              |                              |
| Rio Grande do Sul    | Osmar Terra                          | PMDB    | 8 de fevereiro de 2007                 |                              |                              |
| Santa Catarina       | Mauro Mariani                        | PMDB    | 12 de março de 2007                    |                              |                              |
| São Paulo            | Dimas Ramalho                        | PPS     | 5 de fevereiro de 2007                 |                              |                              |
| São Paulo            | Walter Feldman                       | PSDB    | 8 de agosto de 2007                    | assumiu secretaria municipal |                              |
| Rio de Janeiro       | Edson Santos de Sousa                | PT      |                                        | assumiu secretaria federal   |                              |

## Mortes
| Unidade da Federação | Nome                                  | Partido | Substituto                        | Partido | Causa-mortis                                    |
| -------------------- | ------------------------------------- | ------- | --------------------------------- | ------- | ----------------------------------------------- |
| Alagoas              | Gerônimo Ciqueira                     | PFL     | Augusto Farias                    | PTB     | Pneumonia                                       |
| Rio Grande do Norte  | Nélio Silveira Dias                   | PP      | Carlos Alberto Sousa Rosado       | DEM     | ruptura de aneurisma e parada cardíaca          |
| São Paulo            | Enéas Ferreira Carneiro               | PR      | Luciana Castro de Almeida         | PR      | leucemia                                        |
| Rio Grande do Sul    | Júlio César Redecker                  | PSDB    | Matteo Rota Chiarelli             | DEM     | desastre aéreo                                  |
| São Paulo            | Ricardo Nagib Izar                    | PTB     | Jefferson Alves de Campos         | PTB     | falência múltipla dos órgãos                    |
| Piauí                | Mussa de Jesus Demes                  | DEM     | José de Andrade Maia Filho        | DEM     | câncer de pulmão                                |
| Rio Grande do Sul    | Adão Pretto                           | PT      | Emília Teresinha Xavier Fernandes | PT      | pancreatite e parada cardíaca                   |
| São Paulo            | Clodovil Hernandes                    | PR      | Jairo Paes Lira                   | PTC     | morte cerebral decorrente de AVC                |
| São Paulo            | João Herrmann Neto                    | PDT     | Fernando Chiarelli                | PDT     | morte por choque térmico e edema pulmonar agudo |
| Pernambuco           | Carlos Wilson Rocha de Queirós Campos | PT      | Charles Lucena                    | PTB     | Câncer                                          |
| São Paulo            | José Aristodemo Pinotti               | DEM     | Eleuses Paiva                     |         | Câncer                                          |
| Paraná               | Max Rosenmann                         | PMDB    | Marcelo Almeida                   | PMDB    |                                                 |

## Renúncias
| Unidade da Federação | Nome                              | Partido | Substituto                         | Partido | Motivo                                             |
| -------------------- | --------------------------------- | ------- | ---------------------------------- | ------- | -------------------------------------------------- |
| Paraíba              | Ronaldo José da Cunha Lima        | PSDB    | Walter Brito Neto                  | PRB     | evitar ser processado pelo STF                     |
| Alagoas              | Cristiano Mateus da Silva e Sousa | DEM     | Antônio Carlos Chamariz            | PTB     | foi eleito prefeito de Marechal Deodoro            |
| São Paulo            | Frank Aguiar                      | PTB     | Benedito Roberto Alves             | PRB     | foi eleito vice-prefeito de São Bernardo do Campo  |
| São Paulo            | Reinaldo Nogueira Lopes Cruz      | PDT     | João Herrmann Neto                 | PDT     | foi eleito prefeito de Indaiatuba                  |
| Paraná               | Homero Barbosa Neto               | PDT     | Wilson Picler                      | PDT     | foi eleito prefeito de Londrina                    |
| Espírito Santo       | Neucimar Ferreira Fraga           | PR      | Lucínio Castelo de Assunção        | PSB     | foi eleito prefeito de Vila Velha                  |
| Minas Gerais         | Maria do Carmo Lara Perpétuo      | PT      | Marcos Guimarães de Cerqueira Lima | PMDB    | foi eleita prefeita de Betim                       |
| Mato Grosso do Sul   | Waldir Neves Barbosa              | PSDB    | Marçal Gonçalves Leite Filho       | PMDB    | assumiu o cargo vitalício de conselheiro do TCE-MS |

## Cassações
| Unidade da Federação | Nome                         | Partido               | Substituto                  | Partido | Motivo                               |
| -------------------- | ---------------------------- | --------------------- | --------------------------- | ------- | ------------------------------------ |
| Paraíba              | Walter Brito Neto            | PRB                   | Fábio Rodrigues de Oliveira | DEM     | infidelidade partidária              |
| Minas Gerais         | Juvenil Alves Ferreira Filho | PRTB (eleito pelo PT) | Silas Brasileiro            | PMDB    | corrupção eleitoral julgada pelo TRE |
| Sergipe              | Jerônimo de Oliveira Reis    | DEM                   | Pedro Valadares             | DEM     | corrupção eleitoral julgada pelo TRE |

## Fidelidade partidária
A troca de partido pelo parlamentar após a eleição sempre foi praxe na política brasileira, porém, em 27 de março de 2007, o TSE, respondendo a uma consulta do DEM, decidiu que o mandato pertencia ao partido, o que levou aos partidos que se sentiram prejudicados com o troca-troca a requerer a cassação do mandato dos infiéis e sua posterior substituição por seus suplentes. Em 4 de outubro de 2007, o STF estabeleceu o entendimento de que a fidelidade partidária passa a ser a norma, porém só valendo a cassação dos mandatos de parlamentares que trocaram de partido após a decisão do TSE.

## Deputados cassados, mas que permanecem no cargo devido a liminares
- Pedro Henry (PP–MT)
- Geraldo Pudim (PR–RJ)
- Solange Pereira de Almeida (PMDB–RJ)